# Billebjers naturreservat
Billebjer, eller Billebjär, är ett naturreservat i Dalby och Hardeberga socknar i Lunds kommun i Skåne. Det består av ett bergsparti och tidigare stenbrott på Romeleåsen knappt tio kilometer öster om centrala Lund och någon kilometer norr om Dalby hage. Billebjer är en del av Skrylleområdet.
Namnet Billebjer härleds till bergets form, sedd som liknande en bila eller plogbill, och bjer som sannolikt kan komma från bjerg som är danska för berg.
Billebjer är ett omtyckt utflyktsmål med milsvid utsikt över Lundaslätten mot Malmö och Köpenhamn.
Man kan bada i det nu vattenfyllda stenbrottet som är omgivet av klippor på ena sidan och i övrigt omgivet av lövskog.
Flera fornlämningar från järnåldern har påträffats här.

## Flora och fauna
Runt urbergsryggen växer lövskog och på de öppna sydliga bergssidorna trivs backsippa, blodnäva, backvicker, kungsljus, backtimjan och gökärt. 
I Billebjers naturreservat finns mer än 300 arter av kärlväxter. Bland annat tibast, spenslig ullört och backsippa.

## Bilder

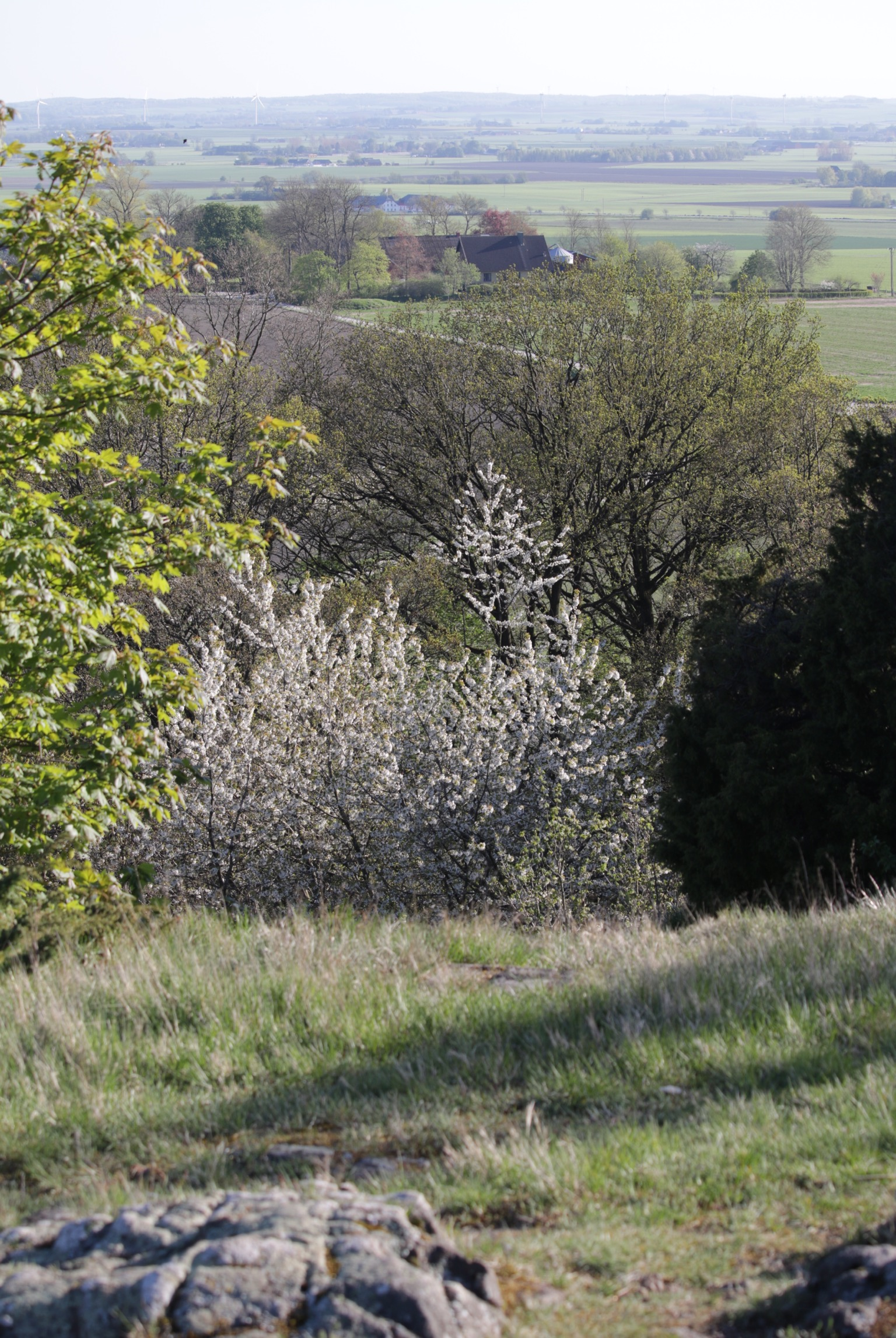
Utsikt från Billebjer.
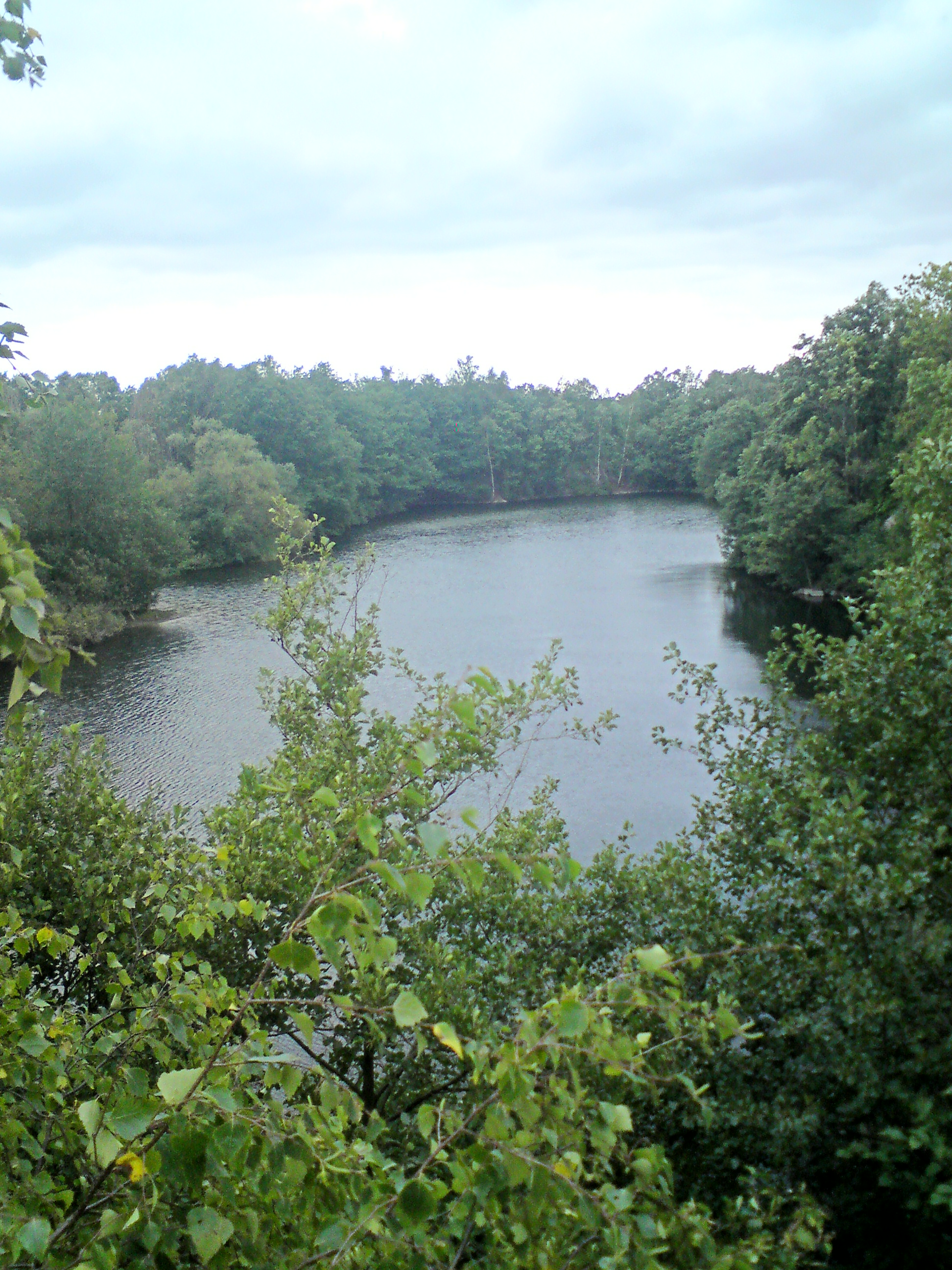
Billebjers vattenfyllda före detta stenbrott.
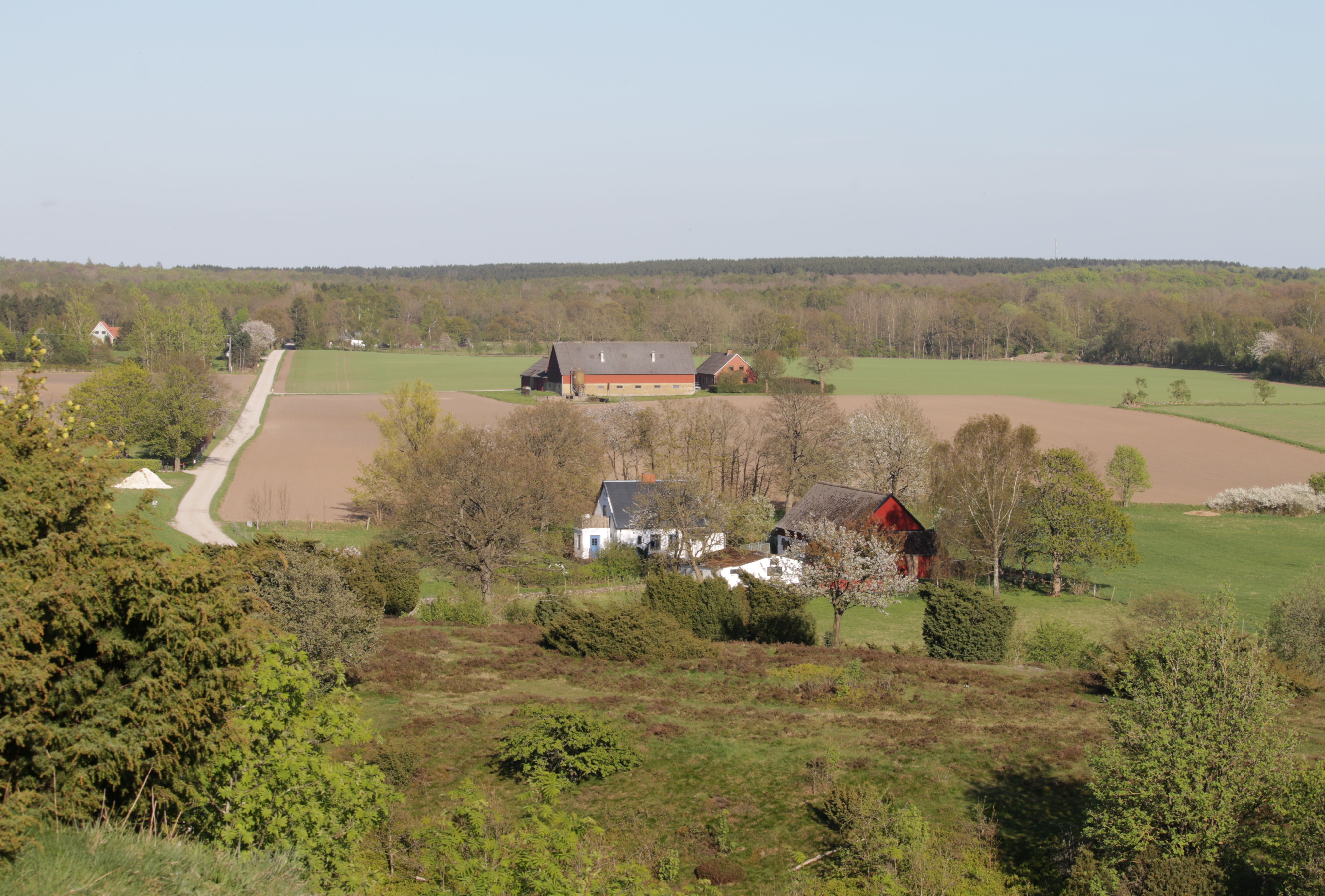
Utsikt.